# Stříbro (stacja kolejowa)
Stříbroⓘ – stacja kolejowa w Stříbro, w kraju pilzneńskim, w Czechach. Położona jest na wysokości 395 m n.p.m.
Na stacji istnieje możliwość zakupu biletów na wszystkiego rodzaju pociągi oraz rezerwacji miejsc. 

## Linie kolejowe
- 170 Beroun - Plzeň - Cheb